# Argenton (Thouet)
Der Argenton (im Oberlauf: Argent) ist ein Fluss in Frankreich, der im Département Deux-Sèvres in der Region Nouvelle-Aquitaine verläuft. Er entspringt beim Weiler La Loge im westlichen Gemeindegebiet von Bressuire, entwässert anfangs in nordwestlicher Richtung, dreht dann aber auf Nordost und mündet nach rund 71 Kilometern im Gemeindegebiet von Saint-Martin-de-Sanzay als linker Nebenfluss in den Thouet.

## Orte am Fluss
- Cirières
- Le Pin
- Nueil-les-Aubiers
- Voultegon
- Saint-Clémentin
- Argenton-les-Vallées
- Massais
- Argenton-l’Église
- Bouillé-Loretz